# رمبرندز
رِمبرَندز (انگلیسی: The Rembrandts) یک گروه موسیقی پاپ راک آمریکایی است که در سال ۱۹۸۹ تأسیس شده‌است.
دنی وایلد و فیل سلوم از اعضای فعلی و مارک کارن عضو سابق این گروه است.
رمبرندز بیشتر به خاطر خواندن آهنگ پیشت خواهم ماند (تیتراژ ابتدایی سریال کمدی دوستان) شناخته می‌شوند.